# 尖顶织纹螺
尖顶织纹螺（学名：Zeuxis succinctus），是新腹足目织纹螺科Zeuxis属的一种。主要分布于中国大陆、台湾，常栖息在潮间带至水深50米。